# 佐竹昌義
佐竹 昌義（さたけ まさよし）は、平安時代後期の武将。清和源氏義光流、源義業（進士判官）の長男で、幼名は太郎。佐竹氏の祖。
嘉承元年（1106年）の常陸合戦では、下野を地盤としたが常陸へも勢力を及ぼそうと図り攻め入った従父の源義国（足利氏・新田氏の祖）に対し、祖父の義光・父の義業、外祖父の大掾重幹とともに戦い退けた。

## 生涯
昌義は父から継承した常陸国久慈郡佐竹郷（現在の茨城県常陸太田市稲木町周辺、旧佐竹村）を中心に勢力を拡張し、旧来から常陸国に土着していた小野崎氏などを屈服させ、奥常陸7郡の支配をさらに進めた。また、正室には奥州藤原氏の藤原清衡の娘を娶るなど、隣国の有力者との婚姻も結びその勢力基盤の確立に努めている。
保延6年（1140年）、佐竹寺において一節の竹を発見し、吉兆と喜び姓を佐竹と称したとする伝承がある。また、馬坂城・太田城を改修しそこを拠点としている。
太田城に移った時に、常陸の海岸に珍魚が多数浮き上がった。漁師が太田城に献上したが、魚の名前を知る者がいなかったので昌義は、魚の頭が旗に似ていることから、これに鰰と命名した。その後、秋冷の季節になると､鰰が常陸の海岸に押し寄せたとされる。しかし佐竹氏が秋田に移ると、鰰は常陸の海岸を訪れずに、秋田へお供してしまったとされる（『太田御城古実』）。

## 子孫
昌義の子のうち、長男の忠義（忠幹）は大掾氏の後を継ぎ、次男（六郎とも）の義弘は庶子のために分家して国分氏の祖となり、家督は嫡子で三男（四男とも）の隆義が継承した。
『寛政重脩諸家譜』によると、次男とされるのは袋田次郎と称した雅楽助義宗。三男の親義は岡田三郎で、同族の木曾義仲に従い、倶利伽羅峠の戦いで討ち死にした。四男が隆義と記されており、五男は五郎義季と名乗り、後に革島昌成と改名した。他に僧侶となった男子（安藝、義心）がいる。